# 野外の宴 (ディルク・ハルスの絵画)
『野外の宴』（やがいのうたげ、蘭: De buitenpartij、英: The Fête Champêtre）、または『庭園の宴』（ていえんのうたげ、英: A Garden Party）は、オランダ黄金時代の画家で、フランス・ハルスの弟ディルク・ハルスが1627年に板上に油彩で制作した風俗画である。1899年に購入されて以来、アムステルダム国立美術館に所蔵されている。

## 作品

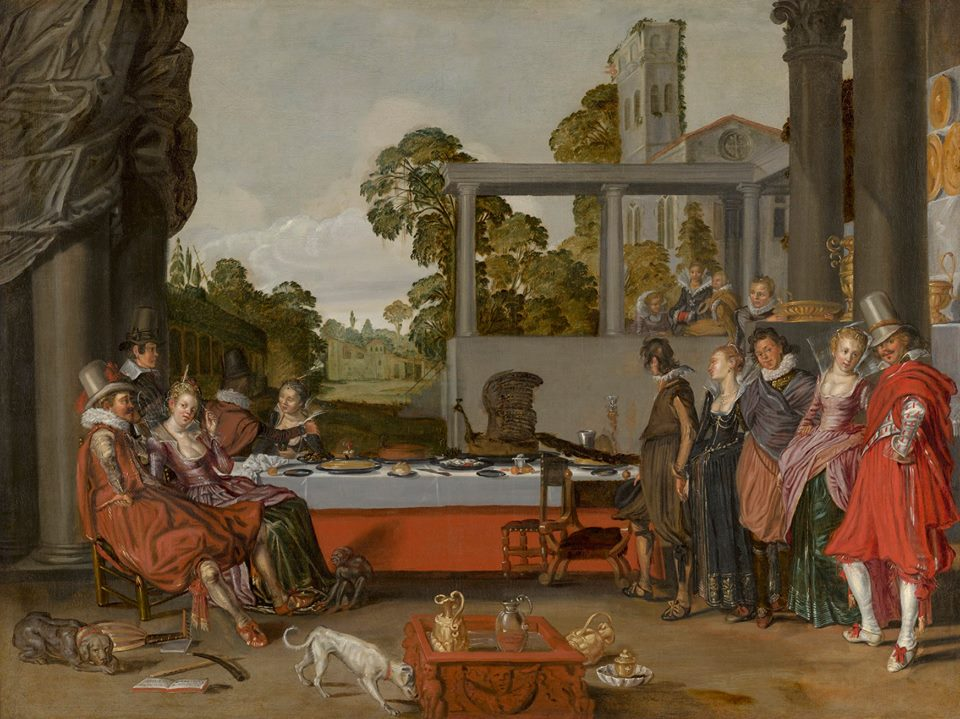
ウィレム・バイテウェッヘ『庭園の陽気な人々』 (1616-1617年ごろ)、マウリッツハイス美術館、デン・ハーグ

オランダ絵画において、音楽を楽しむ場面を描くという主題はウィレム・バイテウェッヘが最初に取り組み、「団欒風俗」の主題を得意としたディルク・ハルスにかなりの影響を与えた。
本作の主題は、ヴィラ (田舎の別邸) 近くの牧歌的な公園で催されている野外の宴である。祝祭用の服装をした人々が食事をしたり、飲み物を飲んだり、音楽を奏でたり、恋の戯れをしたりしている。ディルク・ハルスは、人物たちを細部にいたるまで入念に描いている。バイテウェッヘから絵画から借用された1人の女性と1匹の犬が画面に見られる。この場面は現実に即したものではなく、中世後期からの人気ある主題である「愛の園」を想起させる。
17世紀の人々は、この愉快な光景を楽しんだと思われる。しかし、同時にその隠された意味にも気づいていたであろう。現世での生活は、飲食をしたり、楽しんだりするだけであってはならない。画面下部中央右寄りのサルは、それを示唆する表現となっている。サルは、本能に囚われる罪深い人間を表しているのである。